# Discus kompsus
Discus kompsus is een slakkensoort uit de familie van de Discidae. De wetenschappelijke naam van de soort is voor het eerst geldig gepubliceerd in 1883 door J. Mabille.